# Eubalichthys
Eubalichthys – rodzaj morskich ryb rozdymkokształtnych z rodziny jednorożkowatych.

## Klasyfikacja
Gatunki zaliczane do tego rodzaju:
- Eubalichthys bucephalus
- Eubalichthys caeruleoguttatus
- Eubalichthys cyanoura
- Eubalichthys gunnii
- Eubalichthys mosaicus
- Eubalichthys quadrispinis